# Leucadendron grandiflorum
Leucadendron grandiflorum är en tvåhjärtbladig växtart som först beskrevs av Richard Anthony Salisbury, och fick sitt nu gällande namn av Robert Brown. Leucadendron grandiflorum ingår i släktet Leucadendron och familjen Proteaceae. Inga underarter finns listade i Catalogue of Life.